# Ford City (Kalifornia)
Ford City – jednostka osadnicza (ang. census-designated place, CDP) w hrabstwie Kern, w stanie Kalifornia, w USA.
Zajmuje powierzchnię 3,9km² i zamieszkuje ją 3512 osób.